# Wojna Warusa

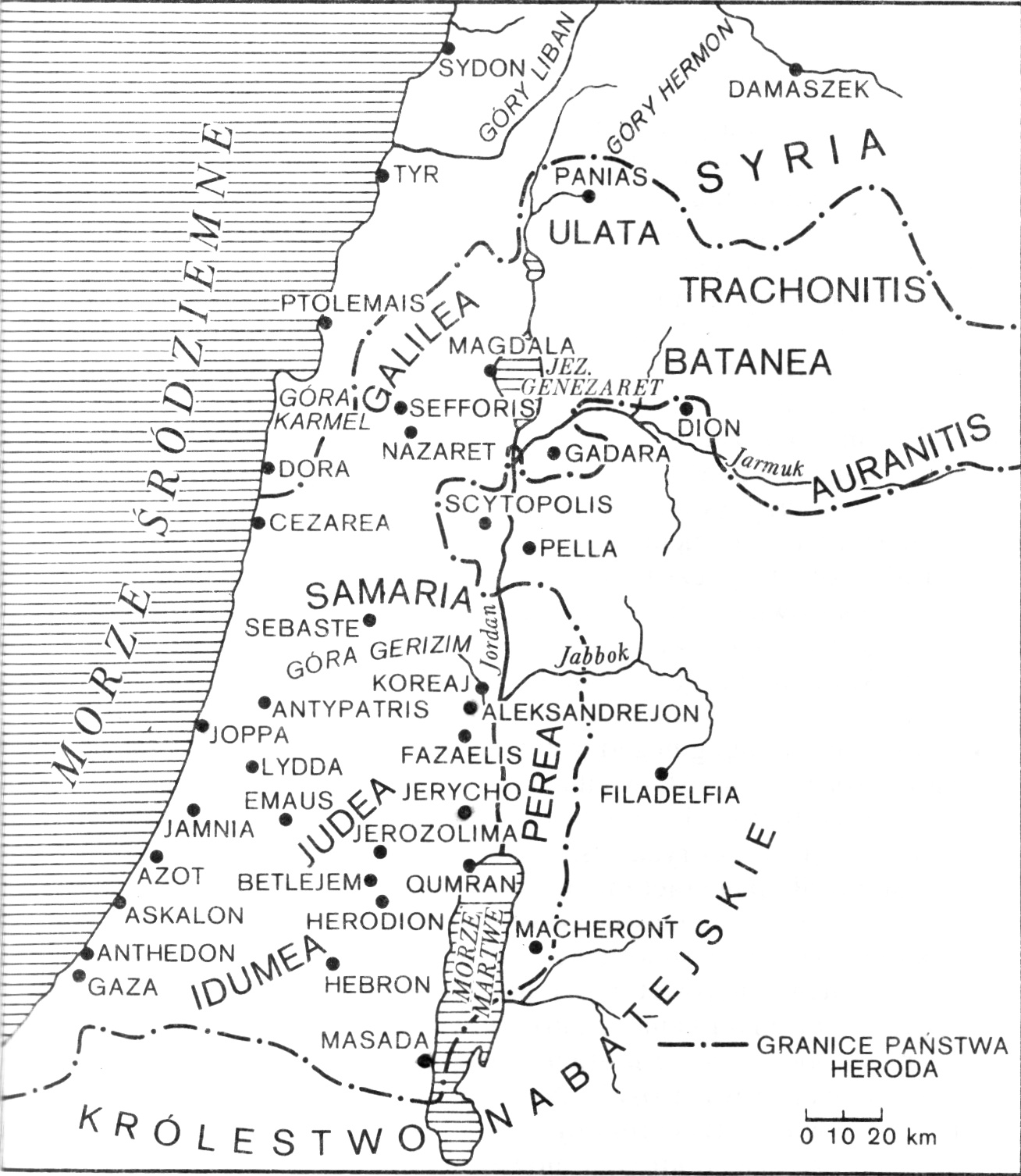
Mapa Judei za Heroda Wielkiego.

Wojna Warusa – nazwa nadana przez żydowskich historyków powstaniu, które miało miejsce w Galilei, Judei i Idumei od późnej wiosny do wczesnego lata w roku śmierci Heroda Wielkiego.

## Tło wydarzeń
Po śmierci króla Heroda Wielkiego w roku 4 p.n.e. następcą tronu miał zostać jego syn, Archelaos. Gdy po siedmiu dniach skończyła się publiczna żałoba, spora grupa ludzi zaczęła opłakiwać uczonych w piśmie oraz ich zwolenników, którzy zostali zabici przez Heroda za strącenie złotego orła znad bramy Przybytku. Domagali się od Archelaosa pomszczenia ich karząc tych, którzy byli w łaskach u Heroda. Przy pomocy perswazji próbował Archelaos doprowadzić buntowników do porządku, ale gdy wszystkie te próby spotkały się z wrogością, na święto Paschy, wypadające w kwietniu, wysłał wojsko przeciw nim, zabijając około trzech tysięcy ludzi. Następnie odpłynął do Rzymu, aby otrzymać władzę królewską z rąk cesarza Augusta.
Publiusz Kwinktyliusz Warus, ówczesny namiestnik Syrii, przewidując bunt Żydów, po odpłynięciu Archelaosa wkroczył do Jerozolimy, aby poskromić powstańcze żywioły. Jako że tłum nie zachowywał się spokojnie, zostawił jeden z trzech legionów syryjskich, które przyprowadził ze sobą, sam zaś powrócił do Antiochii. Następnie Sabinus, prowadzący interesy finansowe cesarza w Syrii, udał się do Jerozolimy, a jego zjawienie się dodało Żydom bodźca do powstania. Chciał on zmusić załogi do wydania twierdz i szukał skarbów królewskich, nie przebierając w środkach. Gdy nadeszło Święto Pięćdziesiątnicy, wypadające 7 tygodni po drugim dniu święta Paschy, przybyły tłumy ludu z Galilei, Idumei, Jerycha i Perei zajordańskiej, nie tyle dla uroczystości religijnych, co oburzone z powodu gwałtów popełnionych przez Sabinusa. Podzielili się na trzy grupy i rozbili w trzech miejscach obozy: jeden w północnej stronie Świątyni, drugi na południu przy hipodromie i trzeci na zachodzie przy pałacu królewskim. Zamierzali w ten sposób otoczyć Rzymian ze wszystkich stron i zamknąć pierścieniem oblężenia.

## Przebieg
Sabinus, przerażony zaistniałą sytuacją, zaczął błagać Warusa o jak najszybszą pomoc, ponieważ w przeciwnym wypadku cały legion może zostać zniesiony. Wydał także rozkaz żołnierzom, aby uderzyli na nieprzyjaciół. Ruszyli więc ku Świątyni i rozpoczęli walkę. Ale gdy spora liczba Żydów wspięła się na krużganki i zaczęła miotać pociski na ich głowy, gęsto padali zabici po stronie Rzymian, którym niełatwo było ani bronić się przed obstrzałem z góry, ani utrzymać się prowadząc walkę wręcz.
Wzięci w dwa ognie Rzymianie podpalili więc krużganki. Stojący na ich dachach Żydzi nagle ujrzeli się w płomieniach i wielu poniosło z tego powodu śmierć, inni zaś zginęli z rąk nieprzyjaciół, do których zeskakiwali. Wielu nie widząc wyjścia rzuciło się w ogień albo własnymi mieczami się przebijali, nie chcąc ginąć w płomieniach. Wszyscy, którzy spuszczali się po murze i natrafiali na Rzymian, bez trudu dawali się pokonać wskutek oszołomienia. Kiedy padła jedna część przeciwników, a druga rozproszyła się w popłochu, żołnierze rzucili się na skarbiec i zrabowali około czterysta talentów, resztę zaś zagarnął Sabinus.
Zniszczenie tych budowli i ofiary w ludziach jeszcze pomnożyły szeregi Żydów i spotęgowały ich wolę walki z Rzymianami. Otoczywszy pałac królewski, zagrozili im, że zabiją wszystkich, jeśli teraz nie ustąpią. Przyrzekli Sabinusowi bezpieczny wymarsz, jeżeli sam odejdzie razem z legionem. Do Żydów zbiegły już w większości wojska królewskie, stając po ich stronie, ale najbardziej bojowa ich część, trzy tysiące Sebasteńczyków, pozostała wierna Rzymianom. Żydzi zaczęli prowadzić oblężenie z wielką energią, robili podkopy pod mury i próbowali je szturmować, głośno przy tym nawołując Sabinusa i jego żołnierzy, aby ustąpili i nie stawali im na przeszkodzie, ponieważ chcieli wywalczyć niezależność, jaką cieszyli się dawniej. Sabinus choć chciał wycofać się, nie ufał przyrzeczeniom obawiając się wciągnięcia w pułapkę. Także spodziewał się nadejścia pomocy od Warusa, więc dalej stawiał czoło oblężeniu.
W tym samym czasie doszło do zaburzeń także w wielu innych częściach kraju. W Idumei dwa tysiące dawnych żołnierzy herodowych chwyciło za broń i wystąpiło przeciwko zwolennikom królewskim. Walczył z nimi kuzyn króla Achiab, opierając się o najsilniejsze twierdze w kraju i unikając otwartej walki w polu. Wystąpili także Atrongajos, Szymon z Perei oraz Juda, syn Ezechiasza. W owym czasie w całej Judei grasowały bandy rozbójnicze. Gdzie tylko ktoś zdołał zebrać grupę buntowników, obierano go królem i wyrządzano ciężkie szkody narodowi.
Gdy Warus dowiedział się od Sabinusa o zaistniałej sytuacji, bojąc się o los legionu, zabrał dwa pozostałe oraz cztery przynależące do nich oddziały jazdy i ruszył ku Ptolemaidzie, gdzie wyznaczył punkt zborny dla wojsk posiłkowych przysłanych przez królów i dynastów. Przechodząc przez Beryt dobrał stamtąd także tysiąc pięćset ciężkozbrojnych żołnierzy. W sumie mógł mieć około 20 000 ludzi.
W Ptolemaidzie stanęły pod jego rozkazami inne wojska sprzymierzone, a także Arab Aretas IV, który przywiódł zastępy jazdy i wojska pieszego. Natychmiast wysłał więc część sił do graniczącej z Ptolemaidą Galilei, gdzie rozproszono zachodzących drogę nieprzyjaciół, zajęto i spalono miasto Sefforis, a jego mieszkańców sprzedano w niewolę. Sam Warus ruszył z całą armią ku Samarii, lecz oszczędził miasto, przekonawszy się, że nie brało ono udziału w zamieszkach, które wybuchały w innych miejscach, i rozłożył się obozem koło wsi Arus, która została złupiona przez Arabów. Stąd podążył do innej wsi warownej, Sapfo, którą Arabowie tak samo splądrowali, tak jak wszystkie sąsiednie miejscowości, do których dotarli. Puszczono z dymem także Emmaus, z którego mieszkańcy zbiegli, na rozkaz Warusa rozwścieczonego zamordowaniem Ariusza i jego żołnierzy.
Następnie Warus ruszył ku Jerozolimie i już na sam jego widok, kroczącego na czele swojego wojska, opustoszały obozy żydowskie. Uchodzący z nich żołnierze rozproszyli się po kraju a mieszkańcy miasta otworzyli bramy przed Warusem i starali się oczyścić z zarzutu podniesienia buntu. Tłumaczyli się, że wojnę zaczęto przez zuchwałość przybyszów a oni sami byli raczej oblegani razem z Rzymianami i ani myśleli ich oblegać. Warus część wojska rozesłał po kraju dla wyłapania przywódców buntu i spośród znacznej liczby pochwyconych, którzy mieli niewielki udział w rozruchach, rozkazał uwięzić, drugich, którzy byli głównymi winowajcami, w liczbie około 2000, rozkazał ukrzyżować.
Z kolei dotarła do niego wiadomość, że jeszcze w Idumei stało pod bronią dziesięć tysięcy ciężkozbrojnych. Przekonawszy się, że Arabowie zamiast zachowywać się jak sprzymierzeńcy, kierowali się własnymi urazami i z nienawiści do Heroda Wielkiego niszczyli kraj w większej mierze, niż to leżało w jego zamiarze, odprawił ich, a ze swoimi legionami ruszył na powstańców. Ci zaś, idąc za radą Achiaba, poddali się nim doszło do walki. Warus darował winy zwykłym buntownikom, a przywódców odesłał na sąd do cesarza Oktawiana Augusta. Ten wszystkim przebaczył, wyjąwszy kilku krewnych króla Heroda, których rozkazał ukarać za to, że podnieśli oręż przeciw królowi z ich własnej rodziny. Przywróciwszy porządek w Jerozolimie, Warus zostawił jako załogę legion, który już poprzednio tam stacjonował i powrócił do Antiochii.

## Następstwa wojny
Według Heinricha Graetza, wojna Warusa wywarła duży wpływ na judaizm, a jej bezpośrednie skutki były następujące:
- rabiniczne regulacje mówiące, że emigracja powoduje rytualną nieczystość, ponieważ ludzie uciekają dla schronienia do obcych krain
- regulacje mówiące, że osoba dostarczająca list rozwodowy musi udowodnić jego autentyczność przez posłańca
- przyjęcie do kanonu Księgi Koheleta, Ketuwim (Pisma) i Pieśni nad pieśniami
- redakcja Psalmów
- wprowadzenie regularnych Psalmów przy służbie w Świątyni[2].

Literatura rabiniczna (Seder Olam Rabbah) także zapamiętała wojnę Warusa, która miała poprzedzać o 80 lat wojnę Wespazjana. Kronika ta wylicza różne wojny i nawiązuje do tej rebelii oraz jej stłumienia jako polemos shel Varos. Aluzję do niej można znaleźć także u autora Protoewangelii Jakuba (25:1), który w zakończeniu swojego dzieła pisał, że po śmierci Heroda powstały rozruchy w Jerozolimie. Także Wniebowzięcie Mojżesza (6,8) z pseudoepigrafów, datowane na I wiek, prawdopodobnie wymienia Warusa, mówiąc o „potężnym królu zachodu, który podbije ich [tj. Żydów] i weźmie ich w niewolę, i spali część ich Świątyni ogniem, i ukrzyżuje część z nich wokół ich stolicy.”